# Smedtärnen
Smedtärnen är en sjö i Askersunds kommun i Närke och ingår i Motala ströms huvudavrinningsområde. Sjöns area är 0,001 kvadratkilometer och den befinner sig 148,4 meter över havet.